# Стрілківська сільська рада (Стрийський район)
Стрілківська сільська рада — орган місцевого самоврядування у Стрийському районі Львівської області. Адміністративний центр — село Стрілків.

## Загальні відомості
Водоймища на території, підпорядкованій даній раді: річка Бережниця.

## Населені пункти
Сільській раді підпорядковані населені пункти:
- с. Стрілків
- с. Бережниця
- с. Лотатники

## Склад ради
Рада складається з 16 депутатів та голови.

### Керівний склад попередніх скликань
| ПІБ                            | Основні відомості                                                 | Дата обрання | Дата звільнення |
| ------------------------------ | ----------------------------------------------------------------- | ------------ | --------------- |
| Міськович Петро Володимирович  | Сільський голова, 1960 року народження, безпартійний              | 26.03.2006   | 31.10.2010      |
| Столярський Петро Мирославович | Сільський голова, 1971 року народження, освіта вища, безпартійний | 31.10.2010   |                 |

Примітка: таблиця складена за даними джерела